# Озрачени
„Озрачени” је југословенски ТВ филм из 1976. године. Режирао га је Жерар Пото који је написао и сценарио. Настао је по мотивима истинитог догађаја, Нуклеарне несреће у Винчи која се догодила 15. октобра 1958. године.

## Улоге
| Глумац         | Улога |
| -------------- | ----- |
| Ивес Арканел   |       |
| Петар Божовић  |       |
| Жак Шарије     |       |
| Етјен Диранд   |       |
| Иван Јагодић   |       |
| Жак Лаланд     |       |
| Зорица Ложић   |       |
| Горан Марковић |       |
| Раде Марковић  |       |
| Јосиф Татић    |       |
| Морис Валие    |       |
| Бернар Вавер   |       |
| Драган Зарић   |       |